# Stanley Hillier
Pour les articles homonymes, voir Hillier. Ne pas confondre avec Joseph Hillier, autre footballeur anglais ayant joué en France à la même époque.
Stanley Hillier, surnommé Stan Hillier, né vers 1900 en Angleterre et mort le 24 août 1972 à Londres, est un joueur et entraîneur anglais de football.
Il réalise la majeure partie de sa carrière de footballeur à l'AS Cannes, en France, avec laquelle il remporte la Coupe de France en 1932 et où il débute ensuite sa carrière d'entraîneur. 

## Carrière
Stan Hillier joue initialement au poste d'inter, position classique entre l'ailier et l'avant-centre à l'époque. Il joue pour Erith & Belvedere FC (en) dans la ligue du Kent. En 1924, son équipe dispute la finale de la populaire FA Amateur Cup. Il devient professionnel peu après en signant à Bradford City, en deuxième division anglaise. Il fait tout d'abord bonne impression puis joue de moins en moins. Après 11 matchs de championnat, il est transféré en décembre 1926 au FC Gillingham, en 3e division, où il joue davantage mais sans briller outre mesure.
Les footballeurs anglais étant recherchés à l'étranger, il est engagé par l'AS Cannes fin 1927, un des bons clubs français de la Ligue du Sud-Est. Reconverti au poste de demi centre, il est décrit comme le « cerveau » de l'équipe cannoise, à la fois élégant et expérimenté. En 1930, il est décrit encore comme un joueur « de très grande classe », « un des meilleurs centre-demis opérant en France ». En 1931, il perd un temps sa licence après la réclamation d'un autre club, arguant qu'il a été professionnel avant de venir jouer en France, ce qui était alors interdit. Mais l'AS Cannes fait appel et obtient finalement gain de cause.

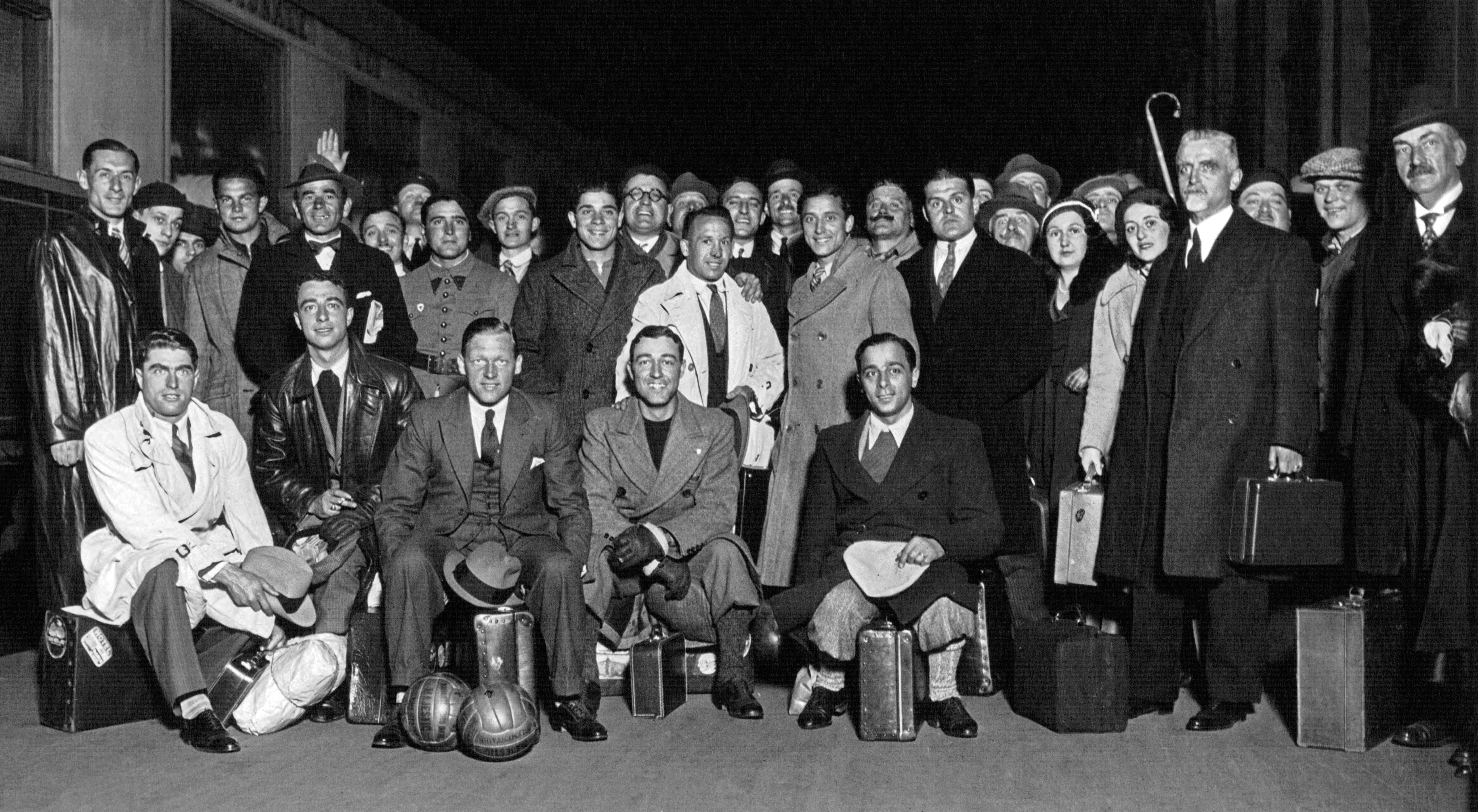
L'AS Cannes en chemin pour jouer la finale de Coupe de France 1932.

En 1932, un an après en avoir atteint les demi-finales et fait appel comme entraîneur-joueur à l'Écossais William Aitken, les Cannois remportent la Coupe de France, en battant en finale le Racing Club de Roubaix (1-0). Hillier est titulaire à son poste de demi-centre. La saison suivante, le club fait partie des membres fondateurs du championnat de France professionnel, mais lui se blesse sérieusement et on craint en octobre que sa carrière ne se termine là. Cependant, Cannes se qualifie pour la finale de la compétition, perdue de justesse face à l'Olympique lillois (3-4), et Hillier est titulaire lors de la finale ; il semble qu'il ait joué six matchs de championnat sur 19 cette saison-là.
Au départ d'Aitken en 1934, Hillier, au club « depuis sept ans », prend la suite,. Il reste en poste jusqu'en 1938. Le club obtient des résultats honorables, terminant notamment à la 5e place en championnat en 1935 et 1936, mais sans briller particulièrement. En 1938, il quitte Cannes et prend en charge le FC Nancy, club de deuxième division avec lequel il manque de peu la montée en 1939. L'irruption de la Seconde Guerre mondiale le force à rentrer en Angleterre.
Il ne semble plus travailler dans le milieu du football professionnel après 1939. Il meurt vraisemblablement le 24 août 1972, à Londres.

## Palmarès
- Vainqueur de la Coupe de France en 1932 (AS Cannes)
- Finaliste du championnat de France en 1933 (AS Cannes)